# Monodorus hendersonianus
Monodorus hendersonianus är en svampart som beskrevs av Bat. & J.L. Bezerra 1960. Monodorus hendersonianus ingår i släktet Monodorus, divisionen sporsäcksvampar och riket svampar.   Inga underarter finns listade i Catalogue of Life.